# کائوری ایچو
کائوری ایچو (به ژاپنی: 伊調馨) ورزشکار زن رشتهٔ کشتی اهل کشور ژاپن است. او در دسته‌های ۵۸ و ۶۳ کیلوگرم کشتی زنان تا سال ۲۰۱۶ میلادی چهار مدال طلای بازی‌های المپیک تابستانی و ده مدال طلای مسابقات قهرمانی کشتی جهان را کسب کرده و به عنوان یکی از بهترین و پرافتخارترین کشتی‌گیران زن در تمام دوران به شمار می‌رود. ایچو اولین ورزشکار زنی است که در چهار دوره از بازی‌های المپیک صاحب مدال طلا شده است.